# NOFX: Backstage Passport
NOFX: Backstage Passport és una minisèrie de docudrama ideada pel grup de punk californià NOFX i emesa als Estats Units d'Amèrica per la cadena de televisió Fuse el 2008. La sèrie segueix el grup durant la seva gira internacional que recorre Brasil, Colòmbia, Xile, Equador, Argentina, Perú, Japó, Singapur, Malàisia, Corea del Sud, Taiwan, Xina, Indonèsia, Israel, Rússia i Sud-àfrica.
La cançó d'obertura es titula «Backstage Passport» i va ser escrita expressament per NOFX per al programa.

## Argument
Els quatre membres de NOFX: Fat Mike (veu i baix), El Hefe (guitarra), Eric Melvin (guitarra) i Smelly (bateria) planifiquen la gira amb l'ajuda del seu mànager Kent, qui se n'encarrega de tot malgrat les múltiples dificultats, com els promotors sense paraula o la manca de seguretat i d'infraestructures adients per als concerts, amb escenes divertides entre bastidors i vivències úniques als escenaris.